# Hans Richter-Haaser
Hans Richter-Haaser (ur. 6 stycznia 1912 w Dreźnie, zm. 13 grudnia 1980 w Brunszwiku) – niemiecki pianista.
Hans Richter-Haaser był synem drezdeńskiego stolarza. W Dreźnie uczęszczał do szkoły oraz studiował na Akademii Muzycznej. Jego pierwszy publiczny występ miał miejsce w 1928 roku, gdy Hans Richter-Haaser miał 16 lat.
Występował jako pianista, dyrygent, muzyk kameralny (wraz z wiolonczelistą Ludwigiem Hoelscherem) oraz kompozytor. Po II wojnie światowej, w 1946 roku objął stanowisko wykładowcy w klasie fortepianu i muzyki kameralnej w nowo powstałej szkole muzycznej w Detmold (obecnie Hochschule für Musik Detmold). W latach 1947–1965 pracował tam na stanowisku profesora.
Komponował utwory fortepianowe, muzykę kameralną, pieśni oraz utwory chóralne.